# Hosidia ochrineurella
Hosidia ochrineurella är en fjärilsart som beskrevs av George Francis Hampson 1901. Hosidia ochrineurella ingår i släktet Hosidia och familjen mott. Inga underarter finns listade i Catalogue of Life.